# André Bandrauk
André Dieter Bandrauk (le 20 mai 1941 à Berlin - ) est un professeur et chimiste canadien. En 2008, il est reconnu pour ses travaux sur les interactions entre les photons et les atomes, photons dirigés à l'aide de lasers.

## Biographie
Il arrive au Québec en 1951 avec ses parents immigré au Canada. 
Il fait ses études à l'université de Montréal, au Massachusetts Institute of Technology et à la McMaster University (1968). 
Il devient par la suite chercheur à l'université d'Oxford et à la Technische Hochschule de Munich. 
Il est nommé professeur à l'université de Sherbrooke en 1971. 
Ses recherches portent sur les réactions chimiques dans les molécules lorsqu'elles sont bombardées par des rayons laser. 

## Distinctions
- 1982 - Bourse Killam
- 1992 - Membre de la Société royale du Canada
- 2005 - Prix Urgel-Archambault de l'ACFAS
- 2010 - Prix du QUebec
- 2012 -  Officier de l'Ordre du Canada[3]